# Czerwony upiór z Grodźca
Czerwony upiór – fikcyjna postać, duch, który rzekomo miałby się ukazywać na zamku Grodziec w polskich Sudetach (Pogórze Kaczawskie).
Duch ma postać szkieletu rycerza ubranego w zbroję i purpurową opończę, błądzącego po zamkowych komnatach. Z XIX-wiecznych zapisków wynika, że widmo to straszyło już w czasach Piastów legnickich. W okresie polskiego osadnictwa po 1945, duch był podobno widywany przez pionierów, stojący na najwyższej zamkowej baszcie.
Z uwagi na historię zamku bardzo trudno jest określić, który z właścicieli zamku ukazuje się jako duch. Oprócz Piastów legnickich licznie zamieszkiwali tu również raubritterzy. Jednego z nich, rycerza o imieniu Borzywoj, Czerwony upiór miał nakłonić do porzucenia rozbójnictwa.
Kolejna legenda głosi, że Czerwony upiór ukazał się pewnemu kasztelanowi o imieniu Jan, który słynął z gnębienia swoich poddanych. Podczas jednej z bitew ujrzał widmo i od tego czasu oddał się postom, modlitwie i jałmużnie, uwolnił więźniów, a swoje bogactwa ofiarował biednym. Rzeźbę jego głowy wmurowano w ścianę komnaty rycerskiej. Wnuk Jana, również Jan, okazał się jeszcze gorszym wyzyskiwaczem. Gdy skazał pewnego biedaka na śmierć głodową za niezapłacenie daniny, z ust rzeźby jego dziada posypały się dukaty. Młodszy Jan tak przejął się tym cudem, że poszedł w ślady dziadka.
Ówczesny zamkowy kustosz Mieczysław Żołądź twierdził, że w latach 70. XX wieku zetknął się z rzekomym Czerwonym upiorem.